# Харовые водоросли
Ха́ровые водоросли, или лучицы (лат. Charophyceae) — класс некогда обширной группы древних растений, которые объединяют в себе признаки водорослей и высших растений. Название происходит от др.-греч. χᾰρά — радость, красота. Всего известно не более 700 видов харовых.

## Признаки класса
- Имеют открытый митоз.
- Цитокинез идёт с образованием клеточной пластинки и фрагмопласта.
- Сперматозоиды — единственная жгутиковая стадия.
- Гаплобионтный жизненный цикл с зиготической редукцией.
- Пресноводные водоросли, любящие жёсткую воду.
- Тип таллома — монадный, пальмелеидный, нитчатый, разнонитчатый. Обладают апикальным ростом, талломы усложнены за счёт узлов и междоузлий.
- Единственные водоросли с многоклеточным гаметангиями.
- Бесполого размножения нет. Вегетативное представлено фрагментацией (или «клубеньками» — специализированными структурами в горизонтальной системе нитей), а половое оогамией.

## Строение таллома
Это макроскопические водоросли, внешне сходные с некоторыми высшими растениями (хвощ, роголистник). Высота их таллома составляет обычно 20—30 см, но может достигать и 1—2 м, боковые ветви ограниченного роста, расположены мутовками на многоклеточных узлах. Междоузлия состоят из одной длинной клетки, которая может обрастать корой из узких клеток. Оболочки клеток иногда обызвестленные. Хлоропласты зелёные, содержат хлорофиллы a и b, из дополнительных пигментов — ликопин. Запасное вещество — крахмал.

## Размножение

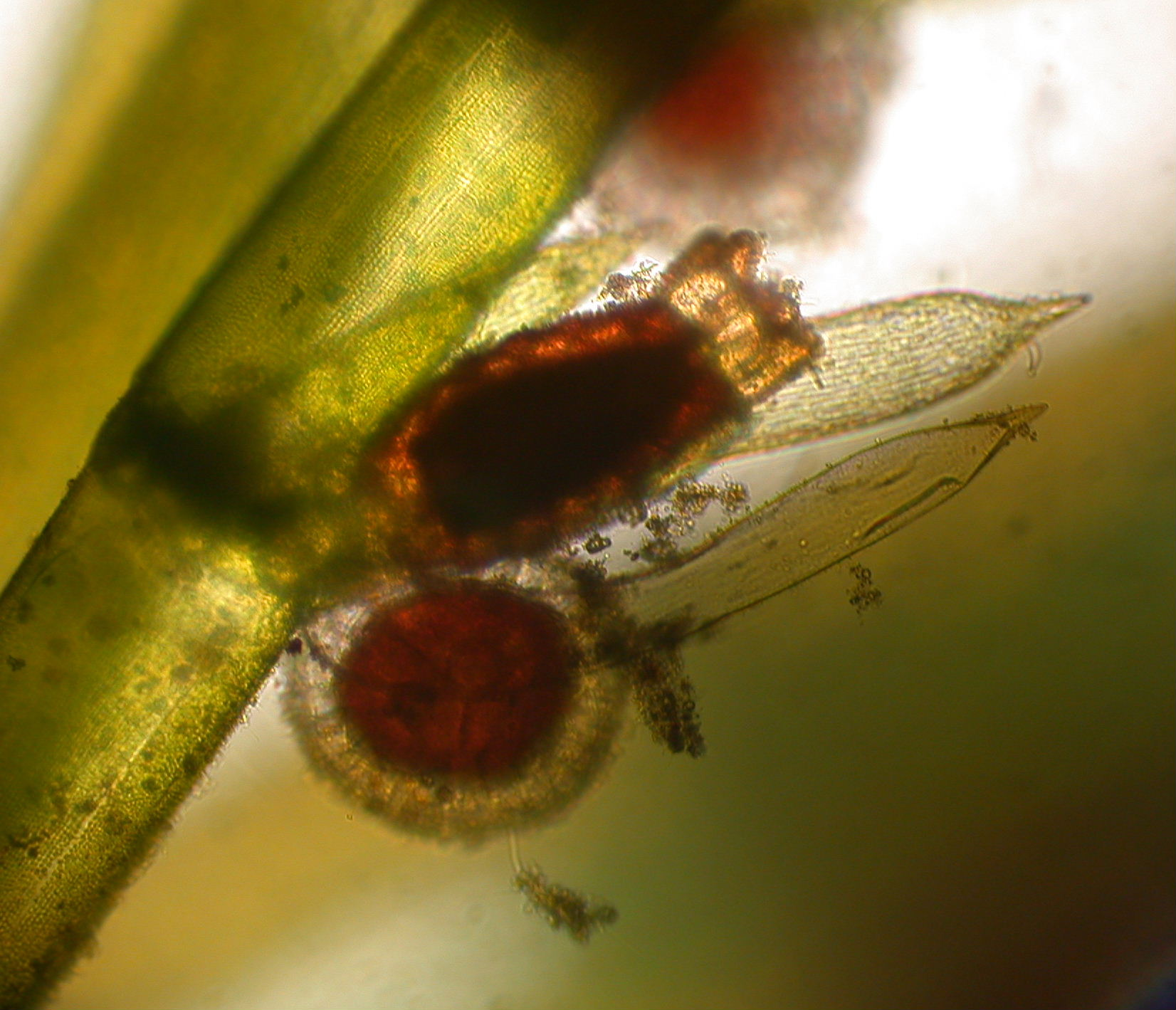
Репродуктивные органы харовых водорослей (сверху: оогоний, снизу: антеридий)

Наивысшего развития среди всех водорослей достигают у харовых половые органы. Женский половой орган — оогоний и мужской — антеридий многоклеточны и развиваются у большинства видов на одном растении, но известны и двудомные виды. Антеридий имеет вид шарика, диаметром до 0,5 мм, сначала зелёного, а по мере созревания оранжевого или красного цвета. Он сидит на короткой одноклеточной ножке и состоит из 8 плоских клеток-щитков, которые плотно соприкасаются своими зазубренными краями. От центра каждого щитка внутрь антеридия отходит цилиндрическая клетка-«рукоятка» (manubrium), которая заканчивается округлой клеткой-головкой. На клетке-головке сидят 6 клеточек меньшего размера. Каждая из них даёт начало 4 сперматогенным нитям, состоящим из 200—300 клеток. В каждой из этих клеток образуется по одному двужгутиковому антерозоиду.
Оогоний довольно крупный. Коровые клетки по спирали опоясывают его и образуют коронку. Оогоний содержит одну большую яйцеклетку.
Сперматозоид подходит к клеткам коронки и ввинчивается в оогоний. После кариогамии образуется зигота.

## Систематика и филогения
Длительное время их место в системах растительного царства было неопределённым. Одни исследователи, учитывая наличие хлорофиллов a и b, а также крахмала в качестве запасного вещества, относили харовые водоросли к отделу Chlorophyta. Другие — выделяли в самостоятельный отдел Charophyta, признавая его раннее отделение от зелёных водорослей. Третьи — рассматривали их как промежуточное звено между зелёными водорослями и мохообразными. В настоящее время на основе результатов молекулярно-генетических, биохимических и ультраструктурных исследований, харовые водоросли вместе с зигнематальными (конъюгатами) и несколькими другими порядками отнесены к классу Charophyceae sensu Mattox et Stewart, который входит в отдел Streptophyta.

## Роль в природе и жизни человека
Роль харовых водорослей сравнительно невелика, однако там, где они поселяются, проявляется их влияние на гидрологический режим и биологические особенности водоёмов. Режим водоёма становится более устойчивым и в нём формируется особый биоценоз. На талломах харовых развивается множество эпифитов — микроскопических водорослей и бактерий, служащих кормом для беспозвоночных, поедаемых рыбой. В густых зарослях этих водорослей находят приют и защиту молодые рыбы и мелкие животные. Замечено, что в водоёмах с обильным развитием харовых водорослей отсутствуют или слабо развиты личинки комаров. Предполагают, что это обусловлено действием антибиотиков, выделяемых харовыми водорослями.
Харовые служат источником пищи для водоплавающих птиц, особенно на путях их осенних перелётов. Птицы используют главным образом ооспоры, заполненные крахмалом и каплями жира.
В Швейцарии харовые водоросли используют в качестве удобрения тяжёлых почв благодаря обилию в них извести. Иногда при больших естественных скоплениях и образовании отложений они образуют лечебные грязи. Их также используют для очистки тяжёлых органических жидкостей (например, при сахароварении). Очень широкое применение харовые водоросли получили как удобный объект для физиологических и биофизических исследований. Огромные размеры клеток, составляющие междоузлия, позволяют изучать такие явления, как проницаемость цитоплазматических мембран, закономерности движения цитоплазмы, биоэлектрические потенциалы клетки ,  и т. п.